# 唐山五虎 (电影)
《唐山五虎》（英語：Five Superfighters）是1979年上映的一部香港电影，由罗马执导，司徒安编剧，侯朝声、惠天赐等領銜主演。该电影主要讲述师兄弟四人一起通过向其他人学习功夫，最后成功报仇的故事。

## 劇情簡介
师徒四人被披着写有“修整烂拳脚、专医坏功夫”的褡裢的，专门欺负武术家的马占天击败后，决定通过学习功夫来报仇。
之后师徒四人分别通过向其他人学习了功夫后，成功的将马占天击败。并在之后徒弟们为师傅送上一份特殊的生日礼物。

## 演员表
- 侯朝声
- 陆剑明
- 惠天赐
- 吴元俊
- 关锋
- 刘准
- 张志平
- 冯敬文
- 杨瑞麟
- 林輝煌

## 備註
1. ↑  . 2002年.
2. ↑  梁良. . 1984年.
3. ↑  . 2003年.
4. ↑  伍宏. . 2008年.
5. ↑  Palmer, Bill; Palmer, Karen; Meyers, Ric. . Rowman & Littlefield. 1995: 341. ISBN 9780810841604.

## 相關連結
- 互联网电影数据库（IMDb）上《唐山五虎》的资料（英文）
- 豆瓣电影上《唐山五虎》的資料 （简体中文）
- 香港影庫上《唐山五虎》的資料（繁體中文）
- google play 链接 （页面存档备份，存于）